# Кнорін Вільгельм Георгійович
Вільгельм Георгійович Кно́рін (уроджений Кноріньш, латис. Vilhelms Vilis Knoriņš; 17 (29) серпня 1890, Лигатне, Цесісський повіт, Ліфляндська губернія, Російська імперія (нині Цесіський край, Латвія) — розстріляний 29 липня 1938, Москва, РРФСР, СРСР) — радянський партійний і державний діяч латвійського походження, історик і публіцист. Член ЦВК СРСР. Член Центральної ревізійної комісії ЦК ВКП(б) (1925—1927). Член ЦК ВКП(б) (1927—1937). Доктор історичних наук (1935). Жертва Сталінського терору.

## Біографія
Народився в родині шевця в містечку Лигатне (за іншими даними — в містечку Пальтемале Ризького повіту або на хуторі Цієлі Скуєнської волості Венденського повіту) Ліфляндської губернії. З 1902 по 1904 рік — пастух у містечку Пальтемале Ризького повіту. У 1905-1906 роках — робітник ватної фабрики Віссендорфа Вольмарського повіту Ліфляндської губернії.
З серпня 1906 по червень 1910 року — учень Вольмарської вчительської семінарії Ліфляндської губернії.
Член РСДРП з травня 1910 року.
У серпні 1910 — травні 1913 року — вчитель парафіяльного училища села Гросс-Рооп Вольмарського повіту. У серпні 1913 — серпні 1914 року — вчитель товариства викладачів Ризької торгової школи.
Під час Першої світової війни з серпня 1914 по березень 1917 року служив солдатом 50-го запасного батальйону та 32-го тилового евакуаційного пункту російської армії в Двинську, Варшаві, Пінську, Бихові, Полоцьку, Слуцьку, Мінську, воював на Західному фронті. Був співробітником соціал-демократичних газет у Петрограді, Ризі та Лібаві.
Після Лютневої революції 1917 року брав участь в організації Мінської ради робітничих і солдатських депутатів та створенні більшовицьких організацій на Західному фронті. З травня 1917 по 1918 рік — редактор газети «Звязда» і секретар Мінської ради. У вересні — листопаді 1917 року — член Мінського військово-революційного комітету. У листопаді 1917 року — член Військово-революційного комітету Західного фронту і Північно-Західної області.
У травні 1918 — січні 1919 року — секретар Північно-Західного обласного комітету РКП(б) у Смоленську.
З 31 грудня 1918 по 4 березня 1919 року — секретар Президії Центрального бюро Комуністичної партії (більшовиків) Білорусі. З лютого до серпня 1919 року — член Ради оборони й секретар ЦК КП Литви і Білорусі. 8 березня 1919 — 5 вересня 1920 року — секретар Політичного бюро (Президії) ЦК КП Литви і Білорусі. 3 вересня 1919 — 5 вересня 1920 року — член Бюро нелегальної роботи ЦК КП Литви і Білорусі.
Із серпня 1919 до червня 1920 року — окружний військовий комісар Смоленського військового округу.
У липні — 9 серпня 1920 року — голова Мінського губернського комітету РКП(б). З 30 липня по 13 грудня 1920 року — заступник голови Військово-революційного комітету РСР Білорусі.
9 серпня — 11 листопада 1920 року — голова Тимчасового Центрального бюро КП(б) Білорусі. 26 листопада — 18 грудня 1920 року — секретар Центрального бюро КП(б) Білорусі. Одночасно, 26 листопада 1920 — 10 травня 1921 року — завідувач агітаційно-пропагандистського відділу ЦБ КП(б) Білорусі. 2 березня — 10 травня 1921 року — секретар Центрального бюро КП(б) Білорусі. 10 травня 1921 — 11 травня 1922 року — відповідальний секретар Центрального бюро КП(б) Білорусі.
У травні 1922 — 1923 року — заступник завідувача обліково-розподільного відділу ЦК РКП(б). З 1923 по 10 березня 1924 року — завідувач обліково-розподільного відділу ЦК РКП(б). У березні 1924 — 8 липня 1925 року — завідувач інформаційного відділу ЦК РКП(б).
У березні 1925 — січні 1926 року — завідувач агітаційно-пропагандистського відділу Московського комітету РКП(б).
27 січня 1926 — травень 1927 року — завідувач агітаційно-пропагандистського відділу ЦК ВКП(б).
5 травня 1927 — 1 грудня 1928 року — 1-й секретар ЦК КП(б) Білорусі та член Бюро ЦК КП(б) Білорусі.
У 1928 — липні 1935 року — член виконавчого комітету Комуністичного Інтернаціоналу. З листопада 1928 по червень 1930 року — член Середньоєвропейського бюро та завідувач інформаційно-пропагандистського відділу Комуністичного Інтернаціоналу в Мінську. З червня 1930 по серпень 1935 року — завідувач Середньоєвропейського секретаріату Комуністичного Інтернаціоналу в Москві. У квітні 1931 — липні 1935 року — кандидат у члени президії та секретар виконавчого комітету Комуністичного Інтернаціоналу.
У 1932—1935 роках — директор Історико-партійного Інституту червоної професури. У ці ж роки розглядався як можливий глава Комінтерну.. Керівник колективу авторів-укладачів «Короткого курсу історії ВКП(б)». Одночасно, з 1932 по 1934 рік — член редакційної колегії газети «Правда», з 1934 по червень 1937 року — член редакційної колегії журналу «Большевик».
У серпні 1935 — червні 1937 року — заступник завідувача відділу партійної пропаганди і агітації ЦК ВКП(б).
22 червня 1937 року заарештований органами НКВС. Утримувався в Лефортовській тюрмі. Справу вів Олександр Лангфанг. Засуджений Воєнною колегією Верховного суду СРСР 28 липня 1938 року до страти, розстріляний наступного дня. Похований на полігоні «Комунарка» біля Москви..
30 листопада 1955 року посмертно реабілітований. Поновлений в членах КПРС рішенням КПК при ЦК КПРС 23 грудня 1955 року.